# Outdoor training
Outdoor training (outdoor trénink) je venkovní interaktivní výcvik se zážitkovým programem, založeným na propojení aktivních činností v přírodě s odbornými a pedagogicko-psychologickými aktivitami, což vše vede k poznávání a rozvoji jednotlivých osobnosti i sociálních skupin (např. rodin, pracovních týmů).
V rámci této metodiky jsou velkou měrou využívány modelové situace s následnou zpětnou vazbou a sebereflexí.
Outdoor trénink ve své ryzí podobě je konkrétní formou zážitkového učení. Jeho specifikum spočívá ve výrazném uplatnění aktivit v přírodě, které slouží jako onen výchozí zážitek, jenž je následně zpracováván ve využitelnou zkušenost.

## Pět pilířů outdoorového tréninku
Hlavní pilíře outdoorového tréninku:
- Zážitek „nereálně reálných“ situací
- Vykročení z komfortní zóny
- Sociální skupina bez formální struktury
- Příroda jako nové pozadí
- Skupinové rozbory

## Kombinace zahraničních zdrojů a české tradice
Zásadní význam pro aplikaci, rozvoj a popularitu outdoorového tréninku pro firemní týmy v Česku měla listopadová revoluce 1989 a z ní pramenící změny v ekonomice, otevření se světu, aktivitě lidí atd. Současně se však uplatnily i tradiční ryze české zdroje a formy.
Využívání outdoorových programů pro výchovu i rekreaci má v českých zemích obrovskou tradici. Některé původní české přístupy jsou v celosvětovém měřítku jedinečné a uznávané. Kromě mnoha jiných sem patří především Prázdninová škola Lipnice a organizace počínaje Junákem a Sokolem přes Pionýrskou organizaci, Turistické oddíly mládeže (TOM), Hnutí Brontosaurus, ochránce přírody, ale také letní dětské tábory a sportovní a branné školní kurzy i tradice trampingu.

## Přednosti, problémy a limity, bezpečnost a rizika
Kromě výhod mají outdoorové tréninky i určité nevýhody a přinášejí některé problémy, mj. v organizační a psychologické, ale i pedagodické oblasti. Zásadní pozornost musí být věnována vyloučení, resp. omezení rizik – zajištění bezpečnosti.

## Využití v rámci assessment center
Outdoorové aktivity jsou využívány také jako součást komplexního hodnocení pracovníků v rámci assessment center, kam vnášejí nové možnosti využití nespecifických outdoorových modelových situací. Poznatky z nich však nesmějí být přeceňovány a mají být pouze jedním ze zdrojů informací o hodnocených pracovnících. Mimořádně důležité je při využívání outdoor assessmentu dodržování etických i zákonných norem.